# Einfach Genial
Einfach Genial, també conegut com a Genial o Ingenious, és un joc creat el 2004 per Reiner Knizia on s'han de col·locar fitxes de colors de manera idònia per sumar punts i guanyar segons la quantitat de peces amb el mateix signe que estiguin adjacents. Es considera un joc abstracte on la sort es redueix a quines peces es roben (però en haver-hi sis disponibles en cada torn no és un factor determinant) i l'èxit rau en l'estratègia en decidir en quines caselles del tauler hexagonal es juga cada fitxa.
Va guanyar el Schweizer Spielepreis, el Spiel der Spiele i el premi Mensa Select, entre altres reconeixements. També va ser nominat al Spiel des Jahres i al International Gamers Award. S'hi juguen campionats internacionals amb torns de deu minuts i partides de nombre variable de jugadors enfrontats.
S'ha creat una versió electrònic del joc per a competicions en línia en temps real.

## Desenvolupament del joc

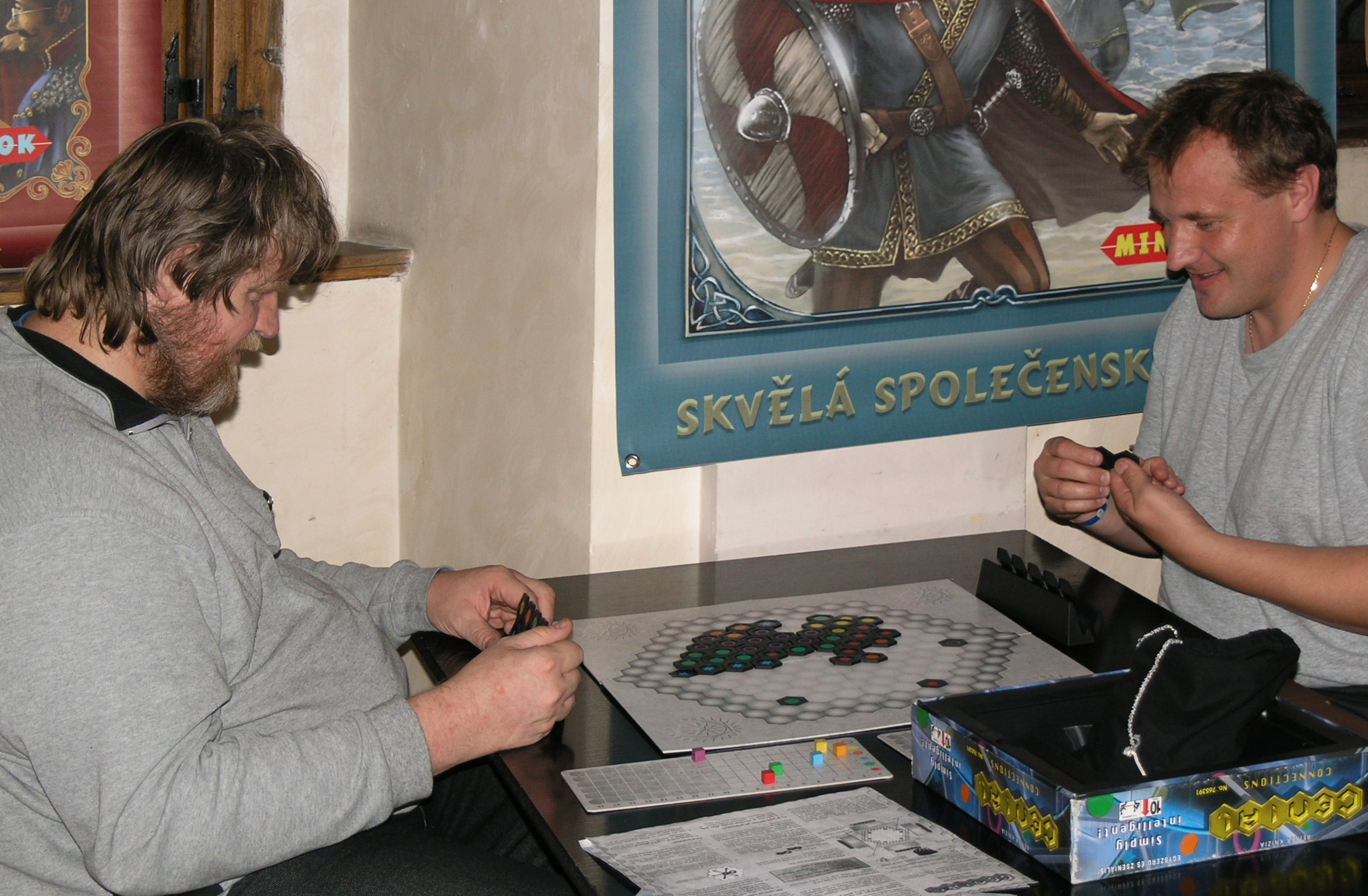
Eifach Genial

El jugador en el seu torn ha de col·locar una peça en el tauler amb la condició que ha de tocar per una de les dues meitats a un signe igual. D'aquesta forma es creen línies del mateix símbol i es compta un punt per cada component de la línia. Una mateixa peça pot formar part al mateix temps de diverses línies o interseccions i puntua en cadascuna d'elles, per la qual cosa trobar aquestes posicions és part de l'estratègia fonamental del joc.
El jugador té a la seva mà sis peces diferents que no poden ser vistes pels rivals. Quan tira una, ha d'agafar una de la bossa per completar la mà i si fa un "genial" ha de robar les fitxes corresponents per finalitzar el torn amb sis (excepte si s'han acabat les peces disponibles).
Cada jugador anota els punts en el color corresponent movent un peó per un subtauler de puntuació. Quan un peó arriba al final de la seva renglera (més de 17 punts), es fa un "genial" i el jugador propietari té dret a dues tirades seguides. Si un jugador no pot col·locar cap peça en el seu torn, ha de passar i pot canviar tantes fitxes com vulgui per noves fitxes de la bossa a l'atzar. Quan no queden espais disponibles al tauler, es comproven els subtaulers de puntuació. Guanya qui té més avançat el pitjor color de tots, de forma que l'objectiu principal és no quedar enrere en cap símbol. S'ha de combinar, doncs, la màxima puntuació possible en cada tirada amb un equilibri entre els colors jugats a cada torn. Un triomf alternatiu es produeix si un jugador ha fet "genial" amb els seus sis colors.

## Peces disponibles i versions

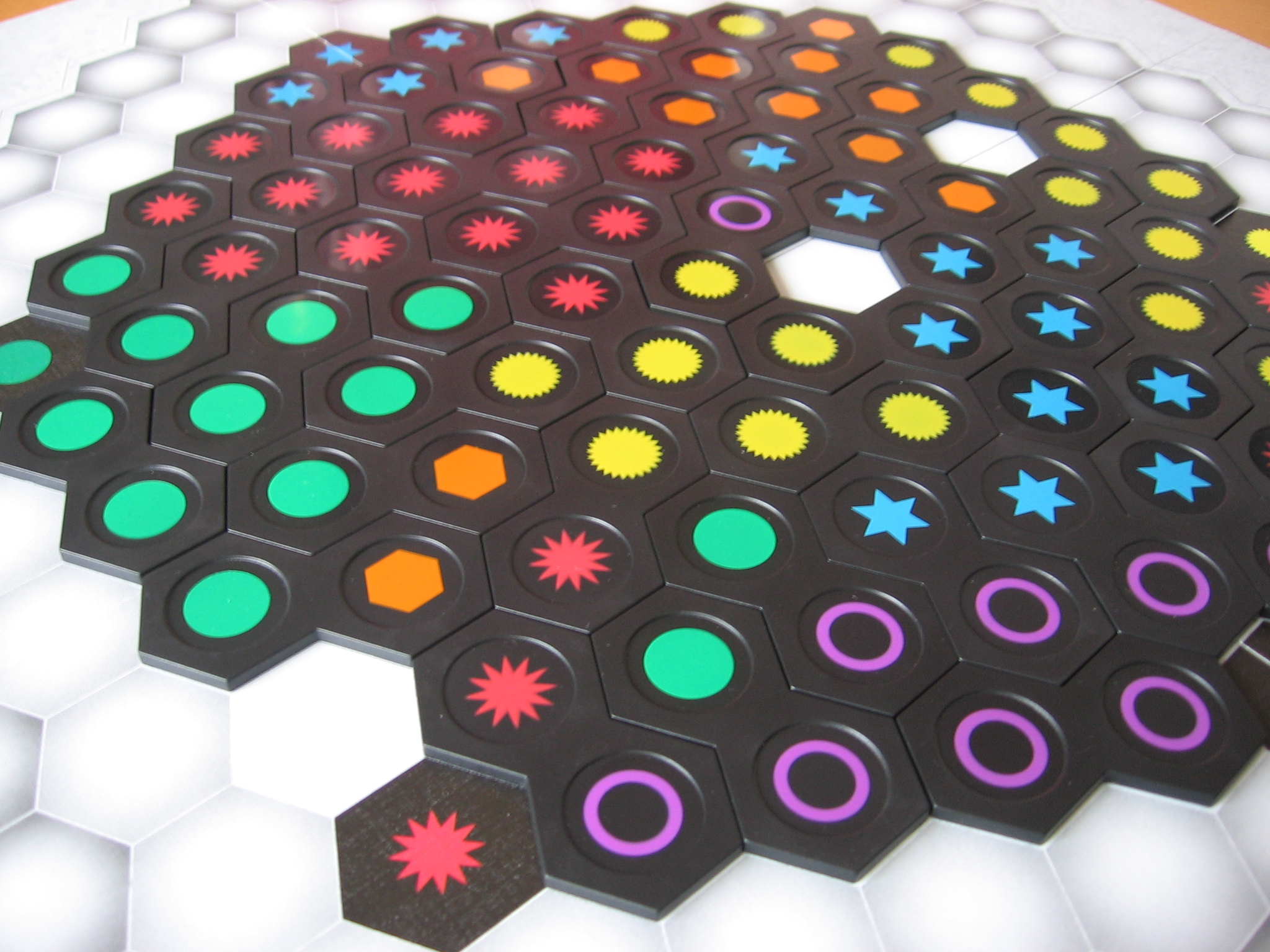
Vista del tauler amb les fitxes

Cada fitxa és una peça de dòmino formada per dues meitats hexagonals unides per un dels seus costat. Dins de cada hexàgon hi ha un símbol d'un color concret, que pot ser igual (peces dobles) o diferent al de la seva parella. Les combinacions gràfiques són les següents: una estrella de dotze puntes de color vermell, un cercle verd, una estrella de sis puntes de color blau, un hexàgon taronja, una estrella de vint-i-quatre puntes groga o un anell de color morat.
Hi ha en total cinc dobles de cada tipus i sis fitxes de cada combinació, fins a sumar les 120 peces disponibles en la versió estàndard. Existeix una versió de viatge per a dos jugadors amb menys fitxes i una edició per a nens on el tauler té una forma diferent i també hi ha menys fitxes, de manera que es pot escurçar la partida.
Es pot jugar en parelles enfrontades, on cada parella no veu les fitxes del company i tira igual que en el joc individual però els seus punts sumen amb els de l'altre fins a arribar a 36 per un "genial". En aquesta modalitat s'han d'incloure elements cooperatius per facilitar que la parells pugui col·locar les seves fitxes en lloc estratègic sense deixar espais fàcils als rivals.
S'ha publicat una versió amb cartes en lloc de fitxes de dòmino hexagonals i llibrets amb reptes per als jugadors en solitari, on cal omplir el tauler d'una determinada manera per sumar puntuacions concretes.